# Richard Møller Nielsen
Richard Møller Nielsen (ur. 19 sierpnia 1937 w Odense, zm. 13 lutego 2014 tamże) – duński trener piłkarski i piłkarz grający na pozycji obrońcy. W latach 1990–96 był selekcjonerem reprezentacji Danii, którą w 1992 roku poprowadził do zwycięstwa w mistrzostwach Europy. Później, bez sukcesów, prowadził drużyny narodowe Finlandii i Izraela.

## Kariera piłkarska
Całą sportową karierę związany był z Odense BK, gdzie zazwyczaj grał na prawej obronie. Dwukrotnie wystąpił w reprezentacji Danii – w 1959 roku w meczu z Czechosłowacją (1:5) i w 1961 z Norwegią (4:0).

## Kariera szkoleniowa
Po zakończeniu piłkarskiej kariery w 1963 roku prowadził drużyny: Odense BK, Esbjerg fB, Svendborg BK oraz ponownie Odense, z którym w 1982 roku zdobył mistrzostwo Danii. Od 1978 roku współpracował z Duńską Federacją Piłkarską, prowadząc kolejno kadrę młodzieżową i olimpijską.
Od 1982 roku był asystentem selekcjonera reprezentacji Danii Niemca Seppa Piontka. Na początku 1990 roku zajął jego miejsce, a już dwa lata później świętował zdobycie mistrzostwa Europy. Mimo iż Duńczycy zajęli w grupie eliminacyjnej do turnieju drugie miejsce (wówczas nie premiowane awansem), to pojechali na mistrzostwa, gdyż Jugosławia – zwycięzca grupy – została wykluczona przez UEFA z powodu wojny na Bałkanach.
Na boiskach Szwecji Duńczycy z meczu na mecz grali coraz lepiej. Najpierw udało im się wyprzedzić Francję i Anglię w rozgrywkach grupowych, a później w półfinale po rzutach karnych wygrali z broniącą trofeum Holandią. W finale ograli mistrzów świata Niemców. Møller Nielsen podał się do dymisji po następnych mistrzostwach Europy, w 1996 roku, kiedy Duńczycy odpadli już po pierwszej rundzie.
Przez kolejne trzy lata (lipiec 1996 – październik 1999) był selekcjonerem reprezentacji Finlandii, ale nie udało mu się awansować ani do Mundialu 1998 ani do Euro 2000. Od stycznia 2000 roku do maja 2002 prowadził drużynę narodową Izraela. Później był trenerem Kolding FC, drużyny z drugiej ligi duńskiej.

## Sukcesy szkoleniowe

### Odense Boldklub
- Mistrzostwo Danii: 1977, 1982
- Puchar Danii: 1983

### Reprezentacja Danii
- Mistrz Europy: 1992
- Puchar Konfederacji: 1995
- Awans do Mistrzostw Europy: 1996 (runda grupowa)

### Indywidualne
- Trener Roku według magazynu World Soccer: 1992